# Nordamerikanischer Nummerierungsplan
Als North American Numbering Plan (NANP; deutsch: nordamerikanischer Nummerierungsplan) bezeichnet man ein System dreistelliger Vorwahlen bzw. zehnstelliger Telefonnummern, das vor allem in den USA, Kanada und vielen karibischen und einigen pazifischen Staaten verwendet wird. Alle NANP-Staaten haben die gleiche, gemeinsame internationale Vorwahl +1. Die Nummernvergabe wird durch die North American Numbering Plan Administration (NANPA) verwaltet.
Ein Nummerierungsplan spezifiziert das Format und die Struktur von Nummern, um beispielsweise distanzabhängige Telekommunikationsgebühren berechnen zu können.

## Aufbau und Struktur
Der Nummerierungsplan entspricht der Empfehlung E.164 der International Telecommunication Union (ITU) und somit dem internationalen Standard für Nummerierungspläne. Zu den 20 Gebieten des ITU-Ländercodes mit der Nummer 1 für ihr öffentliches Fernsprechnetzwerk gehören neben den Territorien der Vereinigten Staaten, Kanada, Bermuda auch viele karibische Nationen. Die Richtlinie E.164 gibt dabei folgende Struktur vor. Die Ziffernfolge ist auf maximal 15 Ziffern beschränkt.
| maximal 15 Ziffern                | maximal 15 Ziffern                   | maximal 15 Ziffern                                              |
| 1–3 Ziffern                       | 12–14 Ziffern                        | 12–14 Ziffern                                                   |
| --------------------------------- | ------------------------------------ | --------------------------------------------------------------- |
| ( CC )                            | NDC                                  | SN                                                              |
| ( Country Code )                  | National Destination Code (optional) | Subscriber Number                                               |
| ( internationale Telefonvorwahl ) | optionale nationale Gebietsvorwahl   | Rufnummer                                                       |
| Beispiel für Deutschland          |                                      |                                                                 |
| ( 49 )                            | 30 (für Berlin)                      | max. 9-stellige Telefonnummer des Teilnehmers                   |
| Beispiel für Kanada               |                                      |                                                                 |
| ( 1 )                             | (NPA) Area Code                      | Central Office (CO – 3 Ziffern) – vierstellige Teilnehmernummer |

NANP-Zahlen bestehen aus zehn Ziffern im Format NXX-NXX-XXXX, wobei „N“ eine beliebige Ziffer von 2 bis 9 sein kann und „X“ die gesamte Ziffernfolge von 0 bis 9 enthalten kann. Die ersten drei Ziffern werden als Nummerierungsplanbereich (NPA), Ortskennzahl oder Vorwahl bezeichnet. Der zweite dreistellige Ziffernblock enthält den „Central Office Code“ als Präfix, an das ein Suffix aus vier Ziffern angehängt wird.
| ( | N       | X       | X       | ) | X          | X          | X          | −          | X          | X          | X          | X          |
| ( | NPA     | NPA     | NPA     | ) | Präfix     | Präfix     | Präfix     | −          | Suffix     | Suffix     | Suffix     | Suffix     |
| ( | Vorwahl | Vorwahl | Vorwahl | ) | Teilnehmer | Teilnehmer | Teilnehmer | Teilnehmer | Teilnehmer | Teilnehmer | Teilnehmer | Teilnehmer |

Nordamerikanische Vorwahlen (Numbering Plan Area [NPA], area code) sind immer gleich lang und bestehen aus drei Ziffern. Große Städte erhielten ursprünglich niedrigere Ziffern und somit bei Impulswahl kürzere Vorwahlen. Mittlerweile haben größere Orte mehrere Vorwahlen, zum Teil auch mehrere für dasselbe Gebiet (overlays). Daher ist anhand der ersten Ziffer keine grobe Abschätzung der geografischen Lage möglich. Auch eine Unterscheidung von Festnetznummern und Mobilnummern ist im nordamerikanischen Nummernplan nicht möglich, weil Mobilfunknummern unter den üblichen Vorwahlen einsortiert werden.
Die Teilnehmernummer hat ebenfalls eine feste Länge von sieben Stellen und besteht aus einem Präfix von drei Ziffern, welche die Vermittlungsstelle angibt, sowie vier weiteren Ziffern.
Anfangs waren die Vorwahlen sowie die Teilnehmernummern anhand der zweiten Ziffern eindeutig unterscheidbar: Vorwahlen erhielten hier eine 0 oder 1. Mittlerweile werden jedoch sowohl lokale Teilnehmernummern mit 0 oder 1 (seit Ende der 1980er Jahre) als auch Vorwahlen mit den Ziffern 2 bis 8 (seit 1995) als zweite Ziffer vergeben. Zur Unterscheidung müssen daher andere Methoden verwendet werden.
Das Präfix 555 weist auf fiktive 555-Telefonnummern hin.

## Wählplan
Ursprünglich konnte anhand der zweiten Ziffer der NPA eindeutig unterschieden werden, ob es sich um ein Ortsgespräch innerhalb eines Vorwahlbereiches handelte, oder ob das Gespräch über diesen Bereich hinausging. Beim Wählen von „202-555-1234“ war erkennbar, dass 202 eine Vorwahl sein muss, da es für Teilnehmernummern keine 0 an zweiter Stelle gab; „555-1234“ hingegen war eindeutig eine lokale Teilnehmernummer, da Vorwahlen keine 5 an zweiter Stelle aufwiesen. Um ein Ferngespräch als solches eindeutig anzuzeigen, musste eine 1 vorgewählt werden.
Da dies seit Ende der 1980er nicht mehr möglich ist, haben sich von Region zu Region unterschiedliche Wählpläne entwickelt:
- Es gibt Gebiete, in denen für Ferngespräche immer zunächst die 1 gewählt werden muss. Lokale Vorwahlnummern dürfen dort nicht mit der Ziffer 1 beginnen.
- In anderen Gebieten dient die 1 als Zeichen dafür, dass anschließend eine Nummer mit abweichender lokaler Vorwahl gewählt werden soll; Nummern innerhalb der gleichen Vorwahl können direkt gewählt werden.
- In einigen Großstädten muss, auch bei Ortsgesprächen, immer die vollständige zehnstellige Nummer (NAP) gewählt werden. Eine vorangestellte 1 dient als Zeichen für ein Ferngespräch.

## Geschichte
Der NANP wurde 1947 von AT&T und Bell Laboratories zur Standardisierung der Nummerierungspläne für Selbstwähleinrichtungen im Direct Distance Dialing (DDD) entwickelt, um bei Ferngesprächen nicht mehr auf die Unterstützung eines Operators angewiesen zu sein. Es wurde 1951 in Betrieb genommen, um die Direktwahl von Ferngesprächen zu ermöglichen. Dabei wurden in den USA und Kanada 87 Vorwahlen nach dem Schema NYX (N: 2–9, Y: 0 und 1, X: 0–9) eingeführt. Zunächst gab es 86 geografische Gebiete, denen jeweils eine zugehörige dreistellige Nummerierungsplan-Vorwahl (NPA) zugeteilt war. Dieser Plan sah eine Erweiterung auf bis zu 144 Bereiche und zusätzlich jeweils acht Codes in der Form N11 und N00 als Service Access Codes (SAC) vor. Im Jahr 1995 waren diese 144 Gebietszuweisungen erreicht und die NANP wurde auf 792 Codes erweitert, von denen einige für spätere Erweiterungen reserviert wurden.
Ursprünglich nur für die USA und Kanada gedacht, wurde es ab 1955 auf Bitten des britischen Colonial Office auf Bermuda und die British West Indies (inklusive Trinidad und Tobago und die Bahamas), ausgeweitet, da ihre historische Telekommunikationsverwaltung durch Kanada ging, weil alle Teil des Britischen Weltreichs waren, in dem Verbindungen in jedes Land durch Telegrafen und das All-Red-Line-Systems bestanden. Zeitweise waren Mexiko-Stadt und Teile von Nordwestmexiko ebenfalls im NANP gefasst, wurden aber später auf die einheitliche Ländervorwahl für Mexiko umgestellt. Ein gewisser Zusammenhang der mexikanischen Ortsvorwahlen mit dem NANP scheint weiter durch. Sie sind nach dem teilweise komplementären Schema NYX (N: 2–9, Y: 1–9, X: 1–9) aufgebaut, d. h. die zweite oder dritte Stelle ist niemals 0. Die erste Stelle bezeichnet die Region. Es existieren auch einige wenige zweistellige Vorwahlen.
Alle Länder teilen sich ein Vorwahlsystem, das dreistellige Vorwahlen hat. In den 1960er, 1970er und 1980er Jahren war das System relativ stabil, ab dem Mobilfunkzeitalter sind viele neue Vorwahlen hinzugekommen. Mobilfunk wird über die normalen Vorwahlen betrieben, so dass Mobilfunknummern von Festnetznummern äußerlich nicht zu unterscheiden sind.
Bei der ersten Ziffer wurden die 0 für die (manuelle) Vermittlung und die 1 für Ferngespräche freigehalten. Die Beschränkung der zweiten Ziffer diente zur Unterscheidung von Vorwahlen und Teilnehmernummern.
Anfang der 1990er Jahre musste die NANPA (damals Teil von Bellcore) jedoch aufgrund von Nummernknappheit auch die 0 und 1 in der Mitte an lokale Vermittlungsstellen vergeben; 1995 wurden auch die Vorwahlen durch Teilungen und Overlays knapp, so dass auch die Ziffern 2 bis 8 in der Mitte der Vorwahlen vergeben wurde; 9 dient für zukünftige Erweiterungen.
Die am 1. Januar 1958 eingeführte und für den gesamten karibischen Raum einheitliche Vorwahl +1 809 wurde vom 1. Oktober 1995 bis zum 1. Juni 1998 auf die heute gültigen Nummern aufgeteilt.
Die North American Numbering Plan Administration (NANPA) gehört nun zur privaten Gesellschaft NeuStar Inc. Aufgrund anhaltender Nummernknappheit müssen in nächster Zeit zusätzliche Stellen innerhalb der Nummern verwendet werden.

## Nummernübersicht des NANP
Die Liste enthält selbstständige Staaten, Britische Überseegebiete (UK), Außengebiete der Vereinigten Staaten (USA) und ein niederländisches Land (NL). Bundesstaaten der USA und Kanadas werden getrennt aufgeführt.
Die fett aufgeführten 87 Vorwahlnummern (USA: 78, Kanada: 9) werden bereits seit 1. Januar 1947 verwendet. Weitere 56 Nummern (USA: 48, Kanada: 7, Karibik: 1) mit einer 0 oder 1 an zweiter Stelle wurden in den Jahren 1950 bis 1994, alle anderen (bisher 267, davon Karibik: 25, USA: 196, Kanada: 46) Nummern wegen Nummernknappheit ab 1995, eingeführt bzw. bereits reserviert.
Die Zehnernummernblöcke 370–379 und 960–969 sind vom INC (Industry Numbering Committee) reserviert.
Die Nummernblöcke 29X–99X (X=0–8) werden für spätere Erweiterungen freigehalten.
Weitere 208 Nummern sind noch frei verfügbar.

### Länderübersicht des NANP
| Land/Gebiet                        | Numbering Plan Area (NPA), area code |
| ---------------------------------- | ------------------------------------ |
| Amerikanische Jungferninseln (USA) | 340 (seit 1. Juli 1997)              |
| Amerikanisch-Samoa (USA)           | 684                                  |
| Anguilla (UK)                      | 264 (seit 31. März 1997)             |
| Antigua und Barbuda                | 268 (seit 1. April 1996)             |
| Bahamas                            | 242 (seit 1. Oktober 1996)           |
| Barbados                           | 246 (seit 1. Juli 1996)              |
| Bermuda (UK)                       | 441 (seit 1. Oktober 1995)           |
| Britische Jungferninseln (UK)      | 284 (seit 1. Oktober 1997)           |
| Dominica                           | 767 (seit 1. Oktober 1997)           |
| Dominikanische Republik            | 809, 829, 849 (ab 07/2009)           |
| Grenada                            | 473 (seit 31. Oktober 1997)          |
| Guam (USA)                         | 671                                  |
| Jamaika                            | 876 (seit 1. Mai 1997)               |
| Kanada                             | mehrere, siehe unten                 |
| Kaimaninseln (UK)                  | 345 (seit 1. September 1996)         |
| Montserrat (UK)                    | 664 (seit 1. Juli 1996)              |
| Nördliche Marianen (USA)           | 670                                  |
| Puerto Rico (USA)                  | 787 (seit 1. März 1996), 939         |
| Sint Maarten (NL)                  | 721                                  |
| St. Kitts und Nevis                | 869 (seit 1. Oktober 1996)           |
| St. Lucia                          | 758 (seit 1. Juli 1996)              |
| St. Vincent und die Grenadinen     | 784 (seit 1. Juni 1998)              |
| Trinidad und Tobago                | 868 (seit 1. Juni 1997)              |
| Turks- und Caicosinseln (UK)       | 649 (seit 1. Juni 1997)              |
| USA                                | mehrere, siehe unten                 |

Die Ortsnetze 670 und 671 wechselten am 1. Juli 1997, 684 am 2. Oktober 2004 vom Nummernraum +6 (Ozeanien/Pazifik) zum Nummernraum +1, wobei sie jeweils ihre eigene Vorwahlnummer behalten konnten und jetzt eben zusätzlich noch die +1 vorzuwählen ist.

### Kanadische Provinzen und Territorien im NANP
| Provinz                  | Numbering Plan Area (NPA), area code                            |
| ------------------------ | --------------------------------------------------------------- |
| Alberta                  | 403, 587, 780                                                   |
| British Columbia         | 236, 250, 604, 778                                              |
| Manitoba                 | 204, 431                                                        |
| Neubraunschweig          | 506                                                             |
| Neufundland und Labrador | 709                                                             |
| Neuschottland            | 782, 902                                                        |
| Nordwest-Territorien     | 867                                                             |
| Nunavut                  | 867                                                             |
| Ontario                  | 226, 249, 289, 343, 365, 416, 437, 519, 613, 647, 705, 807, 905 |
| Prinz-Edward-Insel       | 782, 902                                                        |
| Québec                   | 418, 438, 450, 514, 579, 581, 819, 873                          |
| Saskatchewan             | 306, 639                                                        |
| Yukon                    | 867                                                             |

Weitere für Kanada bereits reservierte Nummern: 257, 263, 273, 354, 367, 368, 382, 387, 428, 460, 468, 474, 487, 537, 548, 568, 584, 672, 683, 742, 753, 825, 851, 871, 879, 942.

### US-Staaten im NANP
| Bundesstaat      | Numbering Plan Area (NPA), area code |
| ---------------- | --- |
| Alabama          | 205, 251, 256, 334, 659, 938 |
| Alaska           | 907 |
| Arizona          | 480, 520, 602, 623, 928 |
| Arkansas         | 479, 501, 870 |
| Colorado         | 303, 719, 720, 970 |
| Connecticut      | 203, 475, 860, 959 |
| Delaware         | 302 |
| Florida          | 239, 305, 321, 352, 386, 407, 561, 689, 727, 754, 772, 786, 813, 850, 863, 904, 941, 954                                                                                                |
| Georgia          | 229, 404, 470, 478, 678, 706, 762, 770, 912 |
| Hawaii           | 808 |
| Idaho            | 208, 986 |
| Illinois         | 217, 224, 309, 312, 331, 447, 464, 618, 630, 708, 730, 773, 779, 815, 847, 872 |
| Indiana          | 219, 260, 317, 463, 574, 765, 812, 930 |
| Iowa             | 319, 515, 563, 641, 712 |
| Kalifornien      | 209, 213, 310, 323, 341, 369, 408, 415, 424, 442, 510, 530, 559, 562, 619, 626, 627, 628, 650, 657, 661, 669, 707, 714, 747, 760, 764, 805, 818, 831, 858, 909, 916, 925, 935, 949, 951 |
| Kansas           | 316, 620, 785, 913 |
| Kentucky         | 270, 364, 502, 606, 859 |
| Louisiana        | 225, 318, 337, 504, 985 |
| Maine            | 207 |
| Maryland         | 227, 240, 301, 410, 443, 667 |
| Massachusetts    | 339, 351, 413, 508, 617, 774, 781, 857, 978 |
| Michigan         | 231, 248, 269, 313, 517, 586, 616, 679, 734, 810, 906, 947, 989 |
| Minnesota        | 218, 320, 507, 612, 651, 763, 952 |
| Mississippi      | 228, 601, 662, 769 |
| Missouri         | 314, 417, 557, 573, 636, 660, 816, 975 |
| Montana          | 406 |
| Nebraska         | 308, 402, 531 |
| Nevada           | 702, 725, 775 |
| New Hampshire    | 603 |
| New Jersey       | 201, 551, 609, 732, 848, 856, 862, 908, 973 |
| New Mexico       | 505, 575 |
| New York         | 212, 315, 332, 347, 516, 518, 585, 607, 631, 646, 680, 716, 718, 838, 845, 914, 917, 929, 934                                                                                           |
| North Carolina   | 252, 336, 704, 743, 828, 910, 919, 980, 984 |
| North Dakota     | 701 |
| Ohio             | 216, 220, 234, 283, 330, 380, 419, 440, 513, 567, 614, 740, 937 |
| Oklahoma         | 405, 580, 918 |
| Oregon           | 458, 503, 541, 971 |
| Pennsylvania     | 215, 223, 267, 272, 412, 484, 570, 610, 717, 724, 814, 878 |
| Rhode Island     | 401 |
| South Carolina   | 803, 843, 854, 864 |
| South Dakota     | 605 |
| Tennessee        | 423, 615, 629, 731, 865, 901, 931 |
| Texas            | 210, 214, 254, 281, 325, 346, 361, 409, 430, 432, 469, 512, 682, 713, 726, 737, 806, 817, 830, 832, 903, 915, 936, 940, 956, 972, 979                                                   |
| Utah             | 385, 435, 801 |
| Vermont          | 802 |
| Virginia         | 276, 434, 540, 571, 703, 757, 804, 826 |
| Washington       | 206, 253, 360, 425, 509, 564 |
| Washington, D.C. | 202, 771 |
| West Virginia    | 304, 681 |
| Wisconsin        | 262, 274, 414, 534, 608, 715, 920 |
| Wyoming          | 307 |

Weitere für die USA bereits reservierte Nummern: 327, 353, 464, 582, 689, 835, 935, 943

### Nichtgeographische Vorwahlen im NANP
| Bedeutung                        | Numbering Plan Area (NPA), area code                                      |
| -------------------------------- | ------------------------------------------------------------------------- |
| Inbound International            | 456                                                                       |
| PCS Mobiltelefonie               | 500, 533                                                                  |
| Kanadische Dienste               | 600                                                                       |
| Verbindungsnetzbetreiber Dienste | 700                                                                       |
| US-Regierung                     | 710 (seit 1. Januar 1984)                                                 |
| Toll-Free                        | 800, 833, 844, 855, 866, 877, 888 (weitere reserviert: 822, 880–887, 889) |
| Premium Services                 | 900                                                                       |
| Servicenummern/Notruf            | N11: 211, 311, 411, 511, 611, 711, 811, 911                               |

### Sonstige Sondernummern und Vorwahlen
| Manuelle Vermittlung                                         | 0        |
| Manuelle Vermittlung (Long distance)                         | 00       |
| Vorwahl für internationale Verbindungen (außerhalb des NANP) | 011      |
| manuelle Vermittlung international (außerhalb des NANP)      | 01       |
| Call-by-Call                                                 | 101-xxxx |